# Albin Wedholm
Erik Albin Wedholm, född 19 juni 1881 i Stockholm, död 20 juli 1946 i Djursholm, var en svensk elektroingenjör och företagsledare. 
Wedholm, som var son till hovfurir Wilhelm Wedholm och Emma Nilsson, avlade mogenhetsexamen vid högre allmänna läroverket på Södermalm i Stockholm 1900 och utexaminerades från Kungliga Tekniska högskolan 1903. Han var ingenjör vid Linköpings Elektriska Kraft- och Belysnings AB 1903–1904, vid Elektriska AB Siemens-Schuckert (senare Elektriska AB Siemens) i Stockholm 1905–1911, överingenjör där 1911–1928, verkställande direktör från 1928, ledamot av bolagets styrelse från 1913 samt dess ordförande från 1936. Wedholm pensionerades 1945 och efterträddes då av Herman Ljunggren.